# Dinoprora
Dinoprora is een geslacht van vlinders van de familie Uilen (Noctuidae), uit de onderfamilie Hadeninae.

## Soorten
- D. endesma Lower, 1902
- D. nyctereutica Turner, 1942
- D. rufimaculis Turner, 1943
- D. stalidosena Turner, 1931